# Maximilian de Merveldt
Maximilian Friedrich, comte de Merveldt (Münster 29 juin 1764 - Londres 5 juillet 1815) est un général et diplomate autrichien. 

## Biographie
Il naquit le 29 juin 1764 à Münster dans la principauté épiscopale de Münster.
En 1782, il entre dans un régiment de dragons de l'empire des Habsbourg. Il passe successivement aux ordres des feldmaréchaux Laudon, puis du prince de Saxe-Cobourg.
Aux côtés de ce dernier, il participe le 18 mars 1793 à la bataille de Neerwinden après laquelle il est nommé lieutenant-colonel à l'état-major général.
Il participe aux batailles de Valenciennes (28 juillet 1793), de Landrecies (19 avril 1794) et de Tourcoing (17-18 mai 1794). Comme commandant du 7e régiment de uhlans, il s'illustre à Wetzlar le 15 juin 1796, au combat de Uckerath le 19 juin 1796 et à Wurtzbourg le 3 septembre 1796 et est promu général-major le 8 septembre 1796.
Il participa aux négociations des préliminaires de Leoben et est un des signataires du traité de Campo-Formio.
Revenu aux champs de bataille, il est présent à Offburg sur Kehl (25-26 juin 1799). Aux affaires de Schwabmünchen (8 juin 1800), de Frieberg (20 juin 1800) d'Ampfing (1er décembre 1800) et à la bataille d'Hohenlinden (3 décembre 1800).
Il signe avec Moreau le cessez-le-feu à Kremsmünster le 22 décembre 1800.
En 1805, il se met au service de Koutouzov dont il couvrira la retraite après la défaite à Lambach du 31 octobre 1805.
En 1806, il est nommé ambassadeur à Saint-Pétersbourg. De retour sur le front, il sera à Leipzig (16 octobre 1813) où il est fait prisonnier mais il est libéré sur parole pour transmette une offre d'armistice de Bonaparte aux Alliés.
Il meurt à Londres le 5 juillet 1815 comme ambassadeur d'Autriche.